# نبرد فراموش‌شده
نبرد فراموش شده (هلندی: De Slag om de Schelde) یک فیلم هلندی محصول ۲۰۲۰ جنگ جهانی دوم به کارگردانی ماتیس ون هایکنینگن جونیور است که نبرد شلدت در سال ۱۹۴۴ را به تصویر می‌کشد. این فیلم دربارهٔ یک سرباز هلندی پیرو نیروهای محور با بازی گیج بلوم، یک خلبان گلایدر بریتانیایی با بازی جیمی فلترز و یک زن نهضت مقاومت زیلاند با بازی سوزان رادر است.

## موضوع
داستان فیلم در زیلند تحت اشغال آلمان در سپتامبر ۱۹۴۴ و پس از پیاده شدن متفقین در نرماندی می‌گذرد. دختری به نام تونتجه در دفتر شهرداری همدست کار می‌کند. در حالی که او و پدرش (یک پزشک) از طرفداری هر یک از دو طرف جنگ اجتناب می‌کنند، برادر کوچکترش «دیرک» یکی از اعضای مقاومت هلند است. دیرک به دلیل حمله به یک دسته آلمانی در حال عبور از شهر دستگیر می‌شود و برای افشای نام سایر اعضای مقاومت تحت شکنجه قرار می‌گیرد.
در همین حال، «مارینوس ون استاورن»، یک داوطلب هلندی در لشکر دوم زرهی اس‌اس داس رایش، از جبهه شرقی به عنوان منشی و مترجم برای فرمانده آلمانی در زیلند، «اوبرست برگهوف»، منصوب می‌شود. مارینوس به‌طور فزاینده‌ای از تاکتیک‌های سنگین نازی‌ها از جمله اعدام گروگان‌های غیرنظامی ناامید می‌شود. او با تونتجه و پدرش همدردی می‌کند که آنها سعی می‌کنند در دفتر برگهوف دربارهٔ حکمی سبک‌تر برای دیرک مذاکره کنند. علی‌رغم اطمینان‌های اولیه مبنی بر اینکه با دیرک با ملایمت رفتار خواهد شد، برگوف در نهایت دستور می‌دهد که دیرک همراه با دیگر اعضای مقاومت بدون استثنا اعدام شود. مارینوس سعی می‌کند خبر را مخفیانه به تونتجه برساند، اما توسط یک افسر آلمانی مشاهده می‌شود که او را به برگهوف گزارش می‌دهد. به عنوان مجازات، او به عنوان بخشی از ترکیب جوخه تیراندازی برای اعدام «دیرک» انتخاب می‌شود و به وظیفه رزمی بازگردانده می‌شود.
پس از مرگ دیرک، تونتجه به مقاومت کشیده می‌شود. تونتجه متوجه می‌شود که دیرک به‌طور مخفیانه از مواضع توپخانه آلمانی در امتداد رودخانه اسخلده عکس گرفته‌است. تونتجه و بهترین دوستش، یکی از اعضای مقاومت به نام جانا، وظیفه دارند عکس‌های دیرک را به نیروهای متفقین که در جزیره والچرن پیشروی می‌کنند، قاچاق کنند.
در جای دیگر، گروهبان هنگ خلبانی گلایدر، «ویلیام سینکلر»، کاپیتان «تونی ترنر» با بازی تام فلتون، و سرباز نیروهای آزاد هلندی، ه «نک اسنایدر»، پس از اصابت Airspeed Horsa در جریان عملیات مارکت گاردن، در یک منطقه سیلابی در زیلند فرود آمدند. ترنر در هنگام فرود تصادف مجروح می‌شود. پس از گذر از میان مرداب‌ها، در یک خانه مزرعه توقف می‌کنند و در آنجا با یک کشاورز هلندی ملاقات می‌کنند که به آنها اطلاع می‌دهد که عملیات مارکت گاردن شکست خورده‌است و ارتش کانادا از مرز بلژیک عبور کرده و وارد هلند شده‌است. آنها تصمیم می‌گیرند به سمت خطوط کانادا حرکت کنند. آنها در خانه‌ای پناه می‌گیرند اما توسط سایر اعضای واحد خود رها می‌شوند. سپس توسط سربازان آلمانی مورد حمله قرار می‌گیرند و ترنر کشته می‌شود. هنک، خسته و ناتوان از شنا، در نهایت توسط سینکلر رها می‌شود، که به خط متفقین می‌رسد و به نیروهای ارتش کانادا در حال پیشروی در جزیره والچرن می‌پیوندد.
قبل از نبرد والچرن کازوی، تونتجه در حالی که به جانا کمک می‌کند با عکس‌های روی قایق فرار کند، دستگیر می‌شود. جانا مورد اصابت گلوله قرار می‌گیرد و مجروح می‌شود، اما خود را به خطوط متفقین می‌رساند. مارینوس در دفاع آلمان از جزیره والچرن شرکت می‌کند در حالی که سینکلر در حمله متفقین شرکت می‌کند. هر دو طرف تلفات سنگینی متحمل می‌شوند اما نیروهای متفقین در نهایت پیروز می‌شوند. مارینوس نیروهای آلمانی را ترک می‌کند. در طول نبرد، سینکلر و مارینوس با یکدیگر برخورد می‌کنند، اما این دو مرد تصمیم می‌گیرند یکدیگر را رها کنند.
در نزدیکی پایان نبرد، «مارینوس» یک سرباز آلمانی را می‌کشد که قصد داشت تونتجه را اعدام کند. مارینوس در حین مبارزه مورد اصابت گلوله قرار می‌گیرد. یک تونتجه سپاسگزار به او توجه می‌کند، اما مارینوس بر اثر جراحاتش می‌میرد. سینکلر و دیگر سربازان متفقین، تونتجه را در کنار جسد مارینوس پیدا می‌کنند. با آزاد شدن شهر، تونتجه دور می‌شود.
سپس این فیلم اشاره می‌کند که پیروزی متفقین در مسیر والچرن مسیر دریایی به بندر آنتورپ را برای نیروهای متفقین باز کرد و به آزادی هلند توسط متفقین در ۵ مه ۱۹۴۵ کمک کرد.